# فيليب بورتون
فيليب بورتون (بالإنجليزية: Phillip Burton)‏ هو محامي وسياسي أمريكي، ولد في 1 يونيو 1926 بسينسيناتي في الولايات المتحدة، وتوفي في 10 أبريل 1983 في نفس البلد. حزبياً، نشط في الحزب الديمقراطي. وقد انتخب عضو جمعية ولاية كاليفورنيا وانتخب عضو مجلس النواب الأمريكي.